# 薩姆·阿德庫貝
薩繆爾·阿約米德·阿德庫貝（英語：Samuel Ayomide Adekugbe；1995年1月16日—）是加拿大足球員，在場上司職後衛。

## 生平

### 俱樂部生涯
2021年6月，阿德庫貝被華拉倫加交易到土耳其足球超級聯賽球隊哈塔伊體育，並簽下三年合約。他在迎戰卡森柏沙的比賽中第一次為哈塔伊體育上陣。

### 國家隊生涯
2013年，阿德庫貝入選加拿大U-18男足，出戰當年的拉爾庫迪亞20歲以下男足錦標賽。2014年11月，阿德庫貝入選加拿大U-20男足，參加對陣英格蘭、俄羅斯和美國的熱身賽。
2013年9月，阿德庫貝入選加拿大男足對陣毛里塔尼亞的熱身賽的大名單，但並未上陣 。直到兩年後的2015年9月，阿德庫貝才在客場挑戰伯利茲的世界盃資格賽上完成大國家隊首秀。
2017年，阿德庫貝入選加拿大男足出戰當年中北美金盃的大名單。
在2022年世界盃資格賽期間，阿德庫貝數次入選加拿大男足大名單。2022年1月30日，阿德庫貝在加拿大男足主場迎戰死對頭美國男足的比賽上為加拿大攻入第一個入球，協助加拿大以2-0擊敗美國。

### 個人生活
阿德庫貝出生於英國倫敦，但在10歲那年隨家人移民到加拿大。他的父母都是尼日利亞裔。他在2013年獲得加拿大楓葉卡，在2016年獲得加拿大國籍。
阿德庫貝的幼弟以萊賈·阿德庫貝也是職業足球員。